# Gilbert Savil Szlumper
Gilbert Savil Szlumper, britanski general, * 1884, † 1969.